# Stewartia calcicola
Stewartia calcicola är en tvåhjärtbladig växtart som beskrevs av Ming och J. Li. Stewartia calcicola ingår i släktet Stewartia och familjen Theaceae. Inga underarter finns listade i Catalogue of Life.